# Веттлин, Маргарита Даниэлевна
Маргари́та Даниэ́левна Веттли́н (англ. Margaret Wettlin, в замужестве Ефре́мова; 1907, Ньюарк, Нью-Джерси — 1 сентября 2003, Западная Филадельфия, Пенсильвания) — советская мемуаристка и переводчица американского происхождения, в основном известная своими переводами русской литературы.

## Биография
Родилась в Ньюарке в 1907 году и выросла в Западной Филадельфии. Методистского вероисповедования. Отец, Даниэль Франк Веттлин — продавец фармацевтической продукции. Сестра — Хелен, брат — Даниэль.
Училась в Средней школе Западной Филадельфии, где была президентом класса. После её окончания в 1924 году поступила в Педагогическую школу Пенсильванского университета, которую закончила в 1928 году.
После университета работала учительницей английского языка в средней школе Лехайтона, затем вплоть до 1932 года — в средней школе города Медия.
Став свидетельницей краха экономики США во время Великой депрессии и будучи очарованной советским экспериментом по установлению новой экономической политики, поехала в СССР, планируя остаться лишь на год.
Вскоре после прибытия в СССР по туристической визе Веттлин устроилась обучать детей американских рабочих в Горьком. Чтобы получить рабочую визу, ей пришлось временно покинуть страну.
Накануне отъезда в Хельсинки она познакомилась с режиссёром Андреем Андреевичем Ефремовым, за которого вышла замуж в 1934 году. Их первенец, Андрей Андреевич Ефремов-младший, родился в 1935 году.
Ефремов был близким другом Станиславского и, соотвественно, тесно связан с театром в СССР. Правительство отправляло его в разные части страны для открытия новых театров. Веттлин много путешествовала с ним в Монголию и Сибирь.
В 1936 году Веттлин смогла поехать в США. Провела успешный лекционный тур, организованный её друзьями в Пенсильванском университете. Её снова пригласили в другую поездку, но позже в том же году Сталин издал указ, согласно которому иностранцы, проживающие в СССР, должны были либо принять советское гражданство, либо покинуть страну. Не желая бросать семью, Веттлин стала советской гражданкой.
Веттлин присоединилась к преподавательскому составу Московского института иностранных языков перед Великой Отечественной войной.
Работала принудительно на советские спецслужбы, написала множество доносов на знакомых. Муж А.А. Ефремов никогда не знал о её работе.
Когда немцы вторглись в СССР в июне 1941 года, Веттлин стала корреспондентом Московского радио. Во время осады Москвы Ефремову поручили создать недалеко от фронта увеселительные заведения для советских солдат. Веттлин и семья сопровождали его при исполнении служебных обязанностей. После этого им удалось эвакуироваться в Нальчик.
Во время войны Веттлин написала свою первую книгу «Русская дорога», в которой описала свой опыт и наблюдения за жизнью гражданского населения СССР.
После войны Маргарита Веттлин начала переводить русские книги на английский язык. Специализировалась на произведениях Максима Горького. Под давлением советских спецслужб снова начала шпионскую деятельность, от которой она отказалась когда её отчет, в котором рекомендовалось лечение соседки, имел противоположный эффект и привел к  аресту последней[что?]. Несмотря на опасения за себя и свою семью, Веттлин не понесла никакого наказания со стороны властей, но Ефремова объявили персоной нон грата[что?].
Ефремов умер в 1968 году. Веттлин опубликовала свою книгу о драматурге Александре Островском. В 1973 году она впервые за более чем тридцать лет посетила США. Семья Веттлин и старые друзья призвали рассмотреть вопрос о переезде обратно в Америку.
В 1980 году Веттлин вернулась в США. Госдеп решил, что она стала советской гражданкой под давлением, и её гражданство США было восстановлено. Вместе с ней в Филадельфию переехали её дочь и внук, а сын остался в СССР. Он и его семья присоединились к ней семь лет спустя.
Маргарита Веттлин умерла 1 сентября 2003 года в Западной Филадельфии.